# Bassar
Bassar egy város Togo Bassar Prefektúrájában és a Kara régióban. Lakossága 64 888 fő.

## Kultúra
Bassar korábban a vaskitermelés székhelye volt, manapság azonban jamszot termesztenek itt. Bassar a legismertebb jamsztermelő, amiből fufut készítenek (tipikus togói étel). 